# Eugenio Maroni Biroldi
Eugenio Maroni Biroldi (Varese, 1822 – 1894) è stato un organaro italiano.
Pronipote di Eugenio Biroldi e figlio di Luigi Maroni Biroldi, a loro volta organari, ne prosegue l'attività tra Lombardia e Piemonte: tra le sue opere l'organo della chiesa di San Giuliano a Vercelli e della chiesa della Natività di Maria Santissima a Sommo (PV).